# Кратьэх

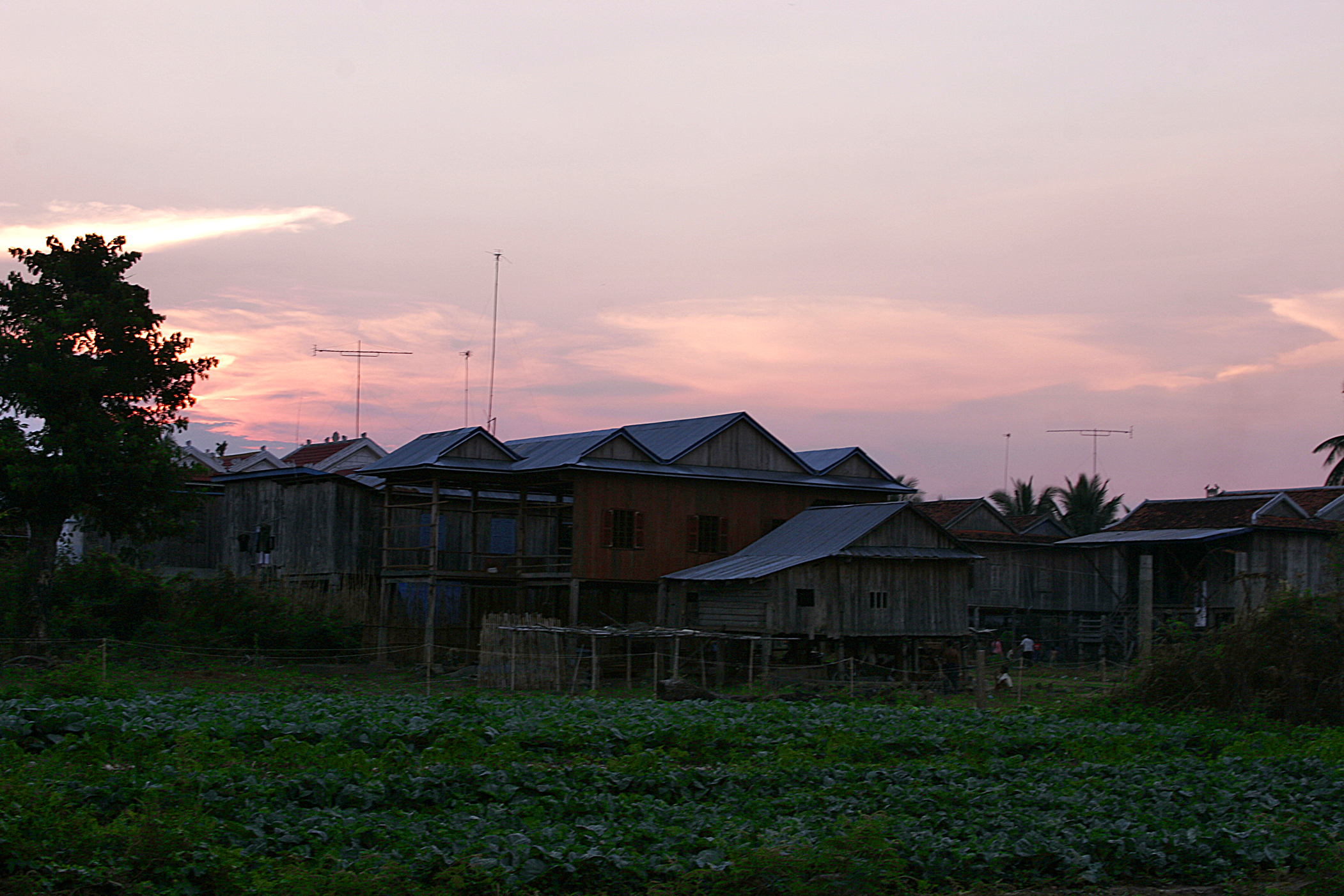
Дома на окраине города Кратьэх

Кратьэ́х (кхмер. ក្រចេះ) — провинция на востоке центральной части Камбоджи. Административный центр провинции также носит название Кратьэх.

## География и климат
Площадь составляет 11 094 км². Кратьэх граничит с провинциями Мондолькири (на востоке), Стынгтраенг (на севере), Кампонгтхом (на западе), Кампонгтям (на юго-западе), а также с Вьетнамом (на юге). Река Меконг пересекает провинцию с севера на юг; на территории Кратьэх расположен участок реки протяжённостью в 140 км. Уровень Меконга вблизи города Кратьэх сильно колеблется, многие острова затопляются. Начиная с 2007 года существуют проекты по строительству вблизи города дамбы. Большая часть территории провинции покрыта густыми лесами. Некоторые земли используются для сельского хозяйства, но их доля невелика по сравнению с долей сельскохозяйственных угодий в других провинциях страны.
Климат в Кратьэх — муссонный, с прохладным сезоном — с ноября по март, жарким сезоном — с марта по май, и сезоном дождей с мая по октябрь. В провинции часты наводнения.

## Население
Кратьэх служит домом для 7 этнических групп. Также в провинции присутствует значительное меньшинство вьетнамцев. Приблизительно 70 % населения живут вдоль Меконга; области вдали от реки заселены слабо. Доля сельского населения составляет около 70 %.
Уровень младенческой смертности в провинции составляет 97 на 1000, а уровень детской смертности — 80 на 1000, что значительно выше средних по стране показателей: 68 на 1000 и 53 на 1000 соответственно. Население провинции часто страдает от таких заболеваний как шистосомоз, малярия и лихорадка денге.
По данным на 2013 год численность населения составляет 344 121 человек. По данным переписи 2008 года население насчитывало 319 217 человек.
Динамика численности населения провинции по годам:
| 1998    | 2005    | 2008    | 2013    |
| ------- | ------- | ------- | ------- |
| 263 175 | 333 761 | 319 217 | 344 121 |

## Административное деление
В административном отношении подразделяется на 5 округов:
| Код  | Рус.          | Кхмерск. | Лат.          |
| ---- | ------------- | -------- | ------------- |
| 1001 | Чхлоунг       | ឆ្លូង      | Chhloung      |
| 1002 | Крачех        | ក្រចេះ      | Kracheh       |
| 1003 | Преаек Прасаб | ព្រែកប្រសប  | Preaek Prasab |
| 1004 | Самбоур       | សំបូរ      | Sambour       |
| 1005 | Снуол         | ស្នួល      | Snuol         |

## Экономика
Около 78 % населения провинции заняты в сельском хозяйстве. 30 % хозяйств живут менее чем на 1 доллар в день, а 32 % населения проживают за чертой бедности, что, впрочем, ниже, чем средний по стране показатель в 39 %. Почвы провинции довольно бедны. На территории Кратьэх ведётся добыча золота. Серьёзной экологической проблемой являются незаконные вырубки лесов, осуществляемые властями провинции. Транспортная сеть развита слабо.